# Blagodatni oganj
Blagodatni oganj je godišnja ceremonija koja se održava u Bazilici Svetoga groba u Jeruzalemu na Veliku subotu, dan prije pravoslavnog Uskrsa. Prema vjerovanju pravoslavnih kršćana, čudesno plavo svjetlo i vatra pojavljuju se unutar edikule (gdje se vjeruje da je Isusov grob), zapaljeni Duhom Svetim, simbolizirajući svjetlo uskrslog Krista. Hodočasnici i klerici tvrde da ih vatra ne prži.
Ceremoniju vodi grčki pravoslavni patrijarh, koji ulazi sam u kapelicu prije nego što se vrati s upaljenim snopom svijeća. Vatra se potom brzo distribuira tisućama okupljenih i transportira u razne pravoslavne zemlje diljem svijeta (u gradove kao što su: Atena, Sofija, Moskva, Kijev, Beograd, Bukurešt i dr).
Povijesni zapisi spominju slične ceremonije u Jeruzalemu oko Uskrsa još od 4. stoljeća. Unatoč dugoj tradiciji, ceremonija se stoljećima suočava sa značajnim kritikama i optužbama za prijevaru, uključujući od pape Grgura IX. u 13. stoljeću. Noviji izvještaji, temeljeni na izjavama nekih visokih klerika Jeruzalemske patrijarhije, sugeriraju da se vatra pali prirodnim putem, koristeći upaljač ili šibice. Navodno uklanjanje riječi „čudo” sa službene web stranice Patrijarhije 2018. godine dodatno je potaknulo rasprave.